# Đông Bắc Trung Quốc

Đông Bắc Trung Quốc hay còn được là thường gọi Vùng Mãn Châu của Trung Quốc bao gồm các địa phương Hắc Long Giang, Liêu Ninh và Cát Lâm. Miền này phía tây giáp Hoa Bắc, phía bắc giáp Nga, phía đông giáp Nga, Cộng hòa Dân chủ Nhân dân Triều Tiên ở miền Bắc Triều Tiên, phía nam trông ra vịnh Bột Hải. Đông Bắc Trung Quốc còn gọi là Quan Đông vì trước đây, từ miền này muốn vào vùng Hoa Bắc phải đi qua Sơn Đông Quan trên dãy Vạn Lý Trường Thành.